# Chór Kameralny „Akolada”
Chór Kameralny „Akolada” – chór powstały w 2002. Obecnie chór tworzą osoby różnych zawodów i zainteresowań. W repertuarze zespołu znajdują się utwory sakralne i świeckie kompozytorów różnych epok i narodowości, pieśni inspirowane polskim folklorem, a także bogaty zestaw kolęd i pastorałek. Chór wielokrotnie współpracował z Orkiestrą Filharmoników Bydgoskich, wykonując program rozrywkowy, operetkowy i musicalowy. Zespół brał udział w Festiwalu Chóralnym w Danii w 2005 r. oraz w Festiwalu Habaner w Hiszpanii w 2008 r. 
Od 2007 r. Chór pracuje pod patronatem Bydgoskiej Szkoły Wyższej.
Od początku istnienia chóru jego dyrygentem jest Renata Szerafin-Wójtowicz.

## Historia i osiągnięcia
- 2004 – II miejsce w I Ogólnopolskim Konkursie „Ars Liturgica” w Toruniu
- 2005 – I miejsce oraz Nagroda Specjalna Prorektora ds. Artystycznych Akademii Muzycznej w Bydgoszczy w II Ogólnopolskim Konkursie Pieśni Pasyjnej w Bydgoszczy
- 2006 – III miejsce na 41. Międzynarodowym Festiwalu Pieśni Chóralnej w Międzyzdrojach
- 2007 – II miejsce w III Ogólnopolskim Konkursie Pieśni Pasyjnej w Bydgoszczy
- 2007 – Srebrny Dyplom i Nagroda Specjalna za Najlepsze Wykonanie Utworu Współczesnego na VI Międzynarodowym Festiwalu Muzyki Chóralnej im. Feliksa Nowowiejskiego w Barczewie
- 2007 – I miejsce na X Ogólnopolskim Festiwalu „Cantio Lodziensis” w Łodzi
- 2008 – I miejsce oraz Nagroda Specjalna za Najciekawszą Interpretację Utworu Kaszubskiego na XX Ogólnopolskim Festiwalu Pieśni o Morzu w Wejherowie
- 2008 – Złoty Dyplom oraz Nagroda Specjalna na III Ogólnopolskim Konkursie „Ars Liturgica” w Gnieźnie
- 2009 – GRAND PRIX, Nagroda Specjalna za Najlepsze Wykonanie Utworu Współczesnego oraz Nagroda Specjalna za Najlepsze Wykonanie Kompozycji Feliksa Nowowiejskiego na VIII Międzynarodowym Festiwalu Muzyki Chóralnej im. Feliksa Nowowiejskiego w Barczewie
- 2009 – GRAND PRIX, Złoty Dyplom w kategorii Muzyka Współczesna oraz GRAND PRIX w kategorii Musica Sacra na 44. Międzynarodowym Festiwalu Pieśni Chóralnej w Międzyzdrojach
- 2009 – I miejsce na XII Ogólnopolskim Festiwalu „Cantio Lodziensis” w Łodzi
- 2010 – Dyplom Très Bien na 46. Montreux Choral Festival w Szwajcarii
- 2010 – Złoty Dyplom na IV Ogólnopolskim Konkursie „Ars Liturgica” w Gnieźnie
- 2011 – Złoty Dyplom oraz Nagroda Specjalna Dyrektora Narodowego Centrum Kultury w Warszawie w V Ogólnopolskim Konkursie Pieśni Pasyjnej w Bydgoszczy
- 2011 – GRAND PRIX, Złoty Dyplom, Nagroda Specjalna „Za najlepsze wykonanie kompozycji współczesnej”, Nagroda Specjalna „Za najlepsze wykonanie utworu muzyki dawnej” oraz Nagroda Specjalna dla Najlepszego Dyrygenta na X Międzynarodowym Festiwalu Muzyki Chóralnej im. Feliksa Nowowiejskiego w Barczewie
- 2011 – I miejsce w kategorii chórów mieszanych i Nagroda za Najlepsze Wykonanie Utworu Obowiązkowego na II Międzynarodowym Konkursie Muzyki Sakralnej „Laudate Dominum” w Wilnie na Litwie
- 2011 – I miejsce oraz Nagroda Specjalna za Najlepsze Wykonanie Utworu Kompozytora Łódzkiego na XIV Ogólnopolskim Festiwalu „Cantio Lodziensis” w Łodzi
- 2011 – GRAND PRIX, I miejsce w kategorii chórów akademickich w Konkursie Chórów o Puchar Prezydenta Miasta Bydgoszczy
- 2012 – III miejsce na Balkan Folk Festival w Kiten w Bułgarii
- 2013 – II miejsce oraz Nagroda Specjalna za Najciekawszą Interpretację Utworu Kaszubskiego na XXI Ogólnopolskim Festiwalu Pieśni o Morzu w Wejherowie
- 2013 – Złoty Dyplom na I Międzynarodowym Konkursie i Festiwalu Chóralnym „Per Musicam ad Astra” w Toruniu
- 2013 – GRAND PRIX, I miejsce w kategorii chórów akademickich w Wojewódzkim Konkursie Chórów o Puchar Marszałka Województwa Kujawsko-Pomorskiego w Bydgoszczy
- 2014 – Złoty Dyplom oraz Nagroda Specjalna dla Najlepszego Dyrygenta na „Queen of the Adriatic Sea Choral Festival and Competition 2014” w Cattolica we Włoszech
- 2015 – Złoty Dyplom oraz Nagroda Specjalna za Najlepiej Wykonany Utwór Kompozytora Polskiego na II Międzynarodowym Szczecińskim Festiwalu Pasyjnym w Szczecinie
- 2017 – GRAND PRIX, Złoty Dyplom w kategorii chórów akademickich i Nagroda Specjalna JM Rektora Akademii Muzycznej w Bydgoszczy w VIII Ogólnopolskim Konkursie Pieśni Pasyjnej w Bydgoszczy
- 2019 – Złoty Dyplom i Nagroda Specjalna za wykonanie utworu Miłosza Bembinowa „Ludu, mój ludu” na „10th Musica Eterna Roma International Choir Festival & Competition”[1] w Rzymie we Włoszech
- 2019 – GRAND PRIX, Złoty Dyplom, Zwycięstwo w Kategorii i Nagroda Specjalna dla Najlepszego Dyrygenta na IV Międzynarodowym Festiwalu Muzyki Chóralnej „Cantantes Lublinensis”[2] w Lublinie
- 2021 – Złote Pasmo w kategorii chóry mieszane oraz nagroda dla najlepszego dyrygenta festiwalu na Międzynarodowym Festiwalu Muzyki Sakralano-Pasyjnym w Szczecinie
- 2022 – Złoty Dyplom Excellent i I miejsce ex aequo w kategorii muzyka sakralna oraz Złoty Dyplom i II miejsce w kategorii muzyka ludowa na 11th International Choir Festival and Competition “Cançó Mediterrània” w Lloret de Mar/Barcelona w Hiszpanii
- 2023 – I miejsce na Balkan Folk Fest w Warnie w Bułgarii
- 2024 – GRAND PRIX i I miejsce na XVI Festiwalu Pieśni Wielkopostnej - Kielno 2024[3]
- 2025 – GRAND PRIX  i Nagroda Specjalna dla Najlepszego Dyrygenta, Złoty Dyplom i zwycięstwo w kategorii muzyka sakralna, Złoty Dyplom i zwycięstwo w kategorii muzyka ludowa na Festiwalu i Konkursie Chóralnym „CHORUS INSIDE SICILY” w Palermo we Włoszech